# Steuerventil
Steuerventile sind Ventile zur Steuerung von Kraftmaschinen.

## Steuerventile bei Dampfmaschinen
Bei Dampfmaschinen größerer Leistung dienen Steuerventile als Ein- und Auslassventil zum periodischen Öffnen der Dampfzufuhrleitung und zum Schließen der Dampfabströmleitung. Steuerventile haben gegenüber Steuerschiebern kleinere Abmessungen, geringere schädliche Räume und Reibungsverluste und sind getrennt einstellbar.

## Steuerventil der Druckluftbremsen
Steuerventile in Eisenbahndruckluftbremsen steuern den Druck im Bremszylinder eines Fahrzeuges in Abhängigkeit vom Druck in der Hauptluftleitung.
Das Steuerventil ist notwendig, um eine Bremsung auch im Falle eines Ausfalls des Überdrucks in der Hauptluftleitung zu ermöglichen. Der Bremsdruck wird durch in einem Hilfsluftbehälter gespeicherte Druckluft erzeugt. Während der Aufbau des Steuerventils eines Nutzfahrzeuges relativ einfach ist, ist das moderne Steuerventil einer Eisenbahndruckluftbremse komplizierter, da das Steuerventil hier neben dem Druck in der Bremsleitung und einem eventuellen Regelmechanismus für eine lastabhängige Bremskraftregelung weitere Elemente der Bremskraftregelung wie Bremsart und Schnellbremsbeschleunigung berücksichtigen muss.

## Steuerventile bei Pipelines
In Hochdruck-Pipelines zum Transport von Gas oder Öl werden Steuerventil-Aktoren verwendet, in denen z. B. der Scotch-Yoke-Kurbeltrieb eine Anwendung findet.